# La Grande Patrouille
La Grande Patrouille est la neuvième histoire de la série Les Tuniques bleues de Salvérius et Raoul Cauvin. Elle est publiée pour la première fois du no 1677 au no 1685 du journal Spirou, en 1970, puis est rééditée dans l'album La Grande Patrouille en 1976, qui reprend plusieurs gags à une page, ou de courtes histoires.

## Résumés
15 histoires composent cet album :
- Un bleu voit rouge : un concours de tir avec un éclaireur indien tourne à l'humiliation pour le sergent Chesterfield ;

- Le bison solitaire : Chesterfield initie la bleusaille au tir à la carabine à lunette… à l'envers ;

- Des fourmis dans les jambes : un soldat bègue tente de prévenir Chesterfield d'un danger imminent… trop tard ;

- Tata rata tata… : Chesterfield déniche le poste idoine à un soldat bègue ;

- L'amour en tête : Blutch a tort de vouloir tenter de distraire le sergent Chesterfield qui boit pour oublier sa peine de cœur ;

- La mascotte du régiment : l'attente de la présentation de la mascotte du régiment est longue. Normal, quand il s'agit d'une tortue ;

- Du rêve à la réalité : en pleine nuit, Blutch feint d'être somnambule pour gifler le sergent Chesterfield ;

- Le rouge et la rougeole : Chesterfield capture un indien qu'il croyait couvert de peintures de guerre alors qu'il était en quarantaine pour avoir la rougeole ;

- V'là le facteur : il est difficile d'acheminer le courrier jusqu'à Fort Bow mais la ruse qu'emploie Tripps pour traverser les territoires indiens est au point ;

- Un cœur et un banjo : Tripps offre une sérénade à Miss Appeltown. Chesterfield, jaloux, lui arrache le banjo des mains mais il  s'avère être un piètre joueur ;

- La grande patrouille : publication dans Spirou (1677 à 1685) en 1970. Une patrouille de l'armée nordiste dirigée par le sergent Chesterfield est dépêchée par le commandant de fort Bow pour aller à la rencontre d'une caravane de pionniers en danger. Lors d'une baignade, les Indiens revêtent les uniformes des soldats afin de pouvoir attaquer les pionniers plus facilement. Affublés des vêtements indiens, les soldats devront user de subterfuges pour arriver à convaincre les pionniers qu'ils sont réellement leurs alliés ;

- Le Lord baigneur : publication dans Spirou n° 1645 en 1969. Le très classe lieutenant Fred Bowkland de la police montée canadienne rend visite à sa cousine, Miss Appeltown. Jaloux de l'élégance du policier, le sergent Chesterfield se met sur son 31 et va tenter d'attirer l'attention sur lui pour épater Miss Appeltown. L'effet provoqué n'est pas celui escompté ;

- La fille du colonel : publication dans Spirou n° 1597 en 1968. La mise en scène du sergent Chesterfield pour impressionner Miss Appeltown pendant son escorte jusqu'à fort Bow va être déjouée par elle-même ;

- Le fort encerclé : publication dans Spirou n° 1620 en 1969. Fort Bow est encerclé par les Indiens. A court de munitions, le sergent Chesterfield a une idée : charger un chariot de tonnelets de poudre pour le faire exploser sur les Indiens. Mais ceux-ci repoussent le chariot ;

- Le duel : publication dans Spirou n° 1651 en 1969. Les Indiens tentent une nouvelle fois de s'emparer de fort Bow. Le chef indien provoque le commandant en duel. Mais ce n'est qu'une ruse et les rôles vont s'inverser : les tuniques bleues encerclent leur fort pour le récupérer.